# Un pla perfecte (amics amb fills)
Un pla perfecte (amics amb fills) (títol original en anglès, Friends with Kids) és una pel·lícula de comèdia romàntica estatunidenca del 2011 escrita, produïda i dirigida per Jennifer Westfeldt, que alhora protagonitza la pel·lícula. Adam Scott, Jon Hamm, Kristen Wiig, Maya Rudolph, Chris O'Dowd, Megan Fox i Edward Burns també formen part del repartiment. S'ha doblat al valencià per a À Punt amb el títol d'Amics amb fills. Anteriorment, s'havia subtitulat al català oriental central amb el nom d'Un pla perfecte (amics amb fills).